# Mahera
Mahera ( Afganistán) es el seudónimo de una joven médica ginecóloga afgana que trabajó en un hospital de una provincia del norte del país. 

## Trayectoria
Mahera trabajó con supervivientes de la violencia de género en Afganistán. Tras el regreso de los talibanes al poder del 2021 viajó por varios distritos para ayudar a pacientes que requerían servicios ginecológicos.
Especializada en ginecología y obstetricia, sigue atendiendo pacientes en un hospital de ginecología donde trabaja hoy en Afganistán.Muchas clínicas han cerrado porque gran parte del personal médico ha huido del país. Mahera actualmente viaja a 12 regiones brindando atención de primera línea.

Aunque pueda haber menos esperanza ahora, las mujeres en Afganistán no son lo que fueron hace veinte años y hasta cierto punto pueden defender sus derechos. Mi principal preocupación es que las escuelas para niñas permanezcan cerradas para siempre.

Desde que los talibanes llegaron al poder, ha ido a zonas donde los servicios de salud han cesado y han tratado a pacientes necesitados.

## Premios y reconocimientos
- Fue elegida por la BBC como una de las 100 mujeres más inspiradoras de 2021. [2]